# Wiener Zeitschrift für Kunst, Literatur, Theater und Mode

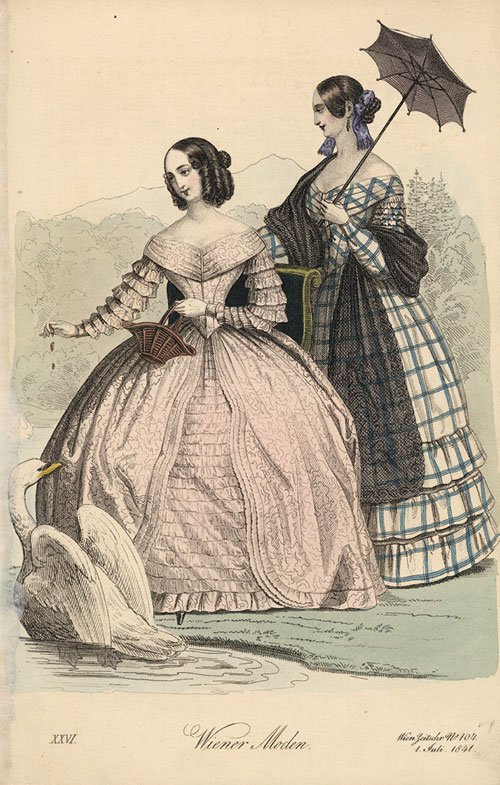
Damenmode von 1841

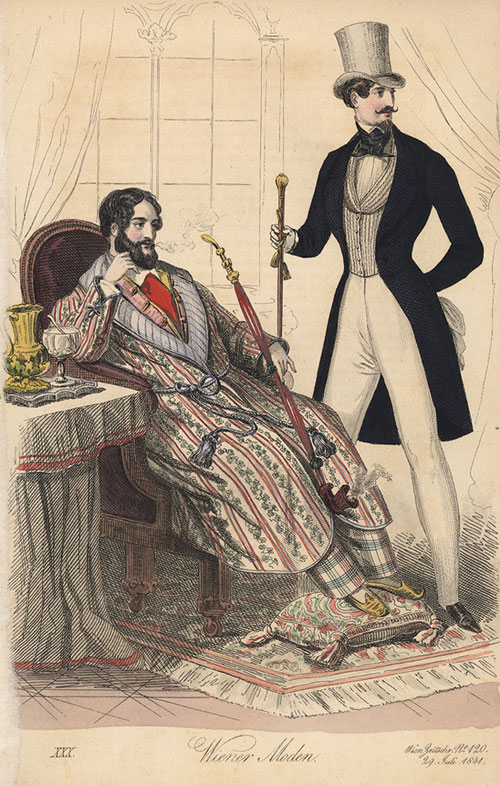
Herrenmode von 1841

Die Wiener Zeitschrift für Kunst, Literatur, Theater und Mode war ein von 1816 bis 1849 in Wien erscheinendes österreichisches Kultur- und Modejournal. Sie gilt neben Adolf Bäuerles Wiener Theaterzeitung als eine der wichtigsten österreichischen Kulturzeitschriften ihrer Zeit. 
Die Zeitschrift wurde 1816 von Johann Schickh und Wilhelm Hebenstreit unter dem Titel Wiener Moden-Zeitung und Zeitschrift für Kunst, schöne Litteratur und Theater begründet, ab 2. Juli 1817 (Nr. 53) wechselte der Titel zu Wiener Zeitschrift für Kunst, Literatur, Theater und Mode. 1849 wurde die Zeitschrift eingestellt. Als Nachfolgezeitschrift erschien noch bis 1850 Punch. Belletristisch-satirisches Tagsblatt.
Die Zeitschrift erschien anfangs zweimal wöchentlich, ab 1818 dreimal, von 1840 bis 1841 viermal und danach fünfmal wöchentlich.
Herausgeber war bis 1835 Johann Schickh, nach dessen Tod bis 1844 Friedrich Witthauer, 1845 bis Februar 1847 Gustav von Franck und danach bis zur Einstellung 1849 Johann August Bachmann. 
Kostümgeschichtlich bedeutsam ist die Zeitschrift vor allem durch die zahlreichen farbigen Modeillustrationen. Als Illustratoren wirkten im Laufe der Jahre folgende Künstler:
- 1817–1840 und 1845–1846: Franz Xaver Stöber
- 1817–1818: Johann Blaschke
- 1817: B. Pfitzer
- 1818: Johann Ender
- 1818–1819 und 1834–1843: Heinrich Joseph Mansfeld
- 1818–1829: Philipp von Stubenrauch
- 1818: Raphael Riegel, Friedrich Kaiser
- 1821: Josef Klieber
- 1823–1826: Peter Fendi
- 1823 und 1830: C. Stein
- 1826: Heller
- 1827: Thomas Ender
- 1830–1831: J. Zehner
- 1830–1836: Leopold Burckart
- 1830: Jakab Warschag
- 1834–1840: Josef Danhauser
- 1834: Jakob Rauschenfels von Steinberg
- 1834–1835: Leopold Beyer
- 1835 und 1841–1843: Josef Kriehuber
- 1836–1839 und 1847: Jakob Hyrtl
- 1845: Alois von Saar, Anton Bogner
- 1845–1849: Jo. Haselwander
- 1845–1848: Franz Zastěra
- 1846: Rademacher
- 1847–1849: Joseph Sürch
- 1848: Eduard Kaiser

Außerdem erschienen in der Zeitschrift Kulturnachrichten, Theaterkritiken und Erstabdrucke musikalischer und literarischer Werke, darunter Werke von Ludwig van Beethoven, Franz Schuberts Lied Die Forelle und mehrere Erzählungen von Adalbert Stifter.